# خربة أبو يابس (ذمار)
خربة أبو يابس هي إحدى قرى الجمهورية اليمنية. تتبع جغرافيا لمحافظة ذمار وإداريًا لمديرية عنس. يبلغ تعداد سكانها 3307 نسمة حسب الإحصاء الذي أجري عام 2004.